# Zenica-Doboj (tổng)
Tổng Zenica-Doboj là một trong những tổng của Liên bang Bosna và Hercegovina.

## Địa lý
Tổng này nằm ở khu vực trung bộ của Bosna và Hercegovina. Thủ phủ tổng là Zenica và thị xã Doboj nằm ở Republika Srpska, nhưng một phần của đô thị Doboj trước đây ở tổng Zenica-Doboj. Tổng này có diện tích 3904 km².

## Các đô thị
Tổng này bao gồm các đô thị Breza, Doboj Jug, Kakanj, Maglaj, Olovo, Tešanj, Vareš, Visoko, Zavidovići, Zenica, Žepče, Usora.

## Dân số
Dân số ước tính khoảng 400.000 người, chủ yếu là người Bosnia. Ngoài ra còn có người Croatia chủ yếu sống ở các đô thị Zenica, Žepče, Usora và Vareš. Cộng đồng thiểu số người Serbi chủ yếu sống ở Zenica với một lượng dân số ít hơn sống ở Visoko, Zavidovići và Tešanj.
Năm 2003, dân số của Zenica-Doboj có cơ cấu như sau:
- Người Bosnia: 334.031 (83,6%)
- Người Croatia: 52.130 (13,0%)
- Người Serbi: 10.180 (2,5%)
- Khác: 3.151 (0,8%)

Bản mẫu:Cantons of Bosnia
Bản mẫu:Political divisions of Bosnia and Herzegovina